# シュトゥットホーフ強制収容所

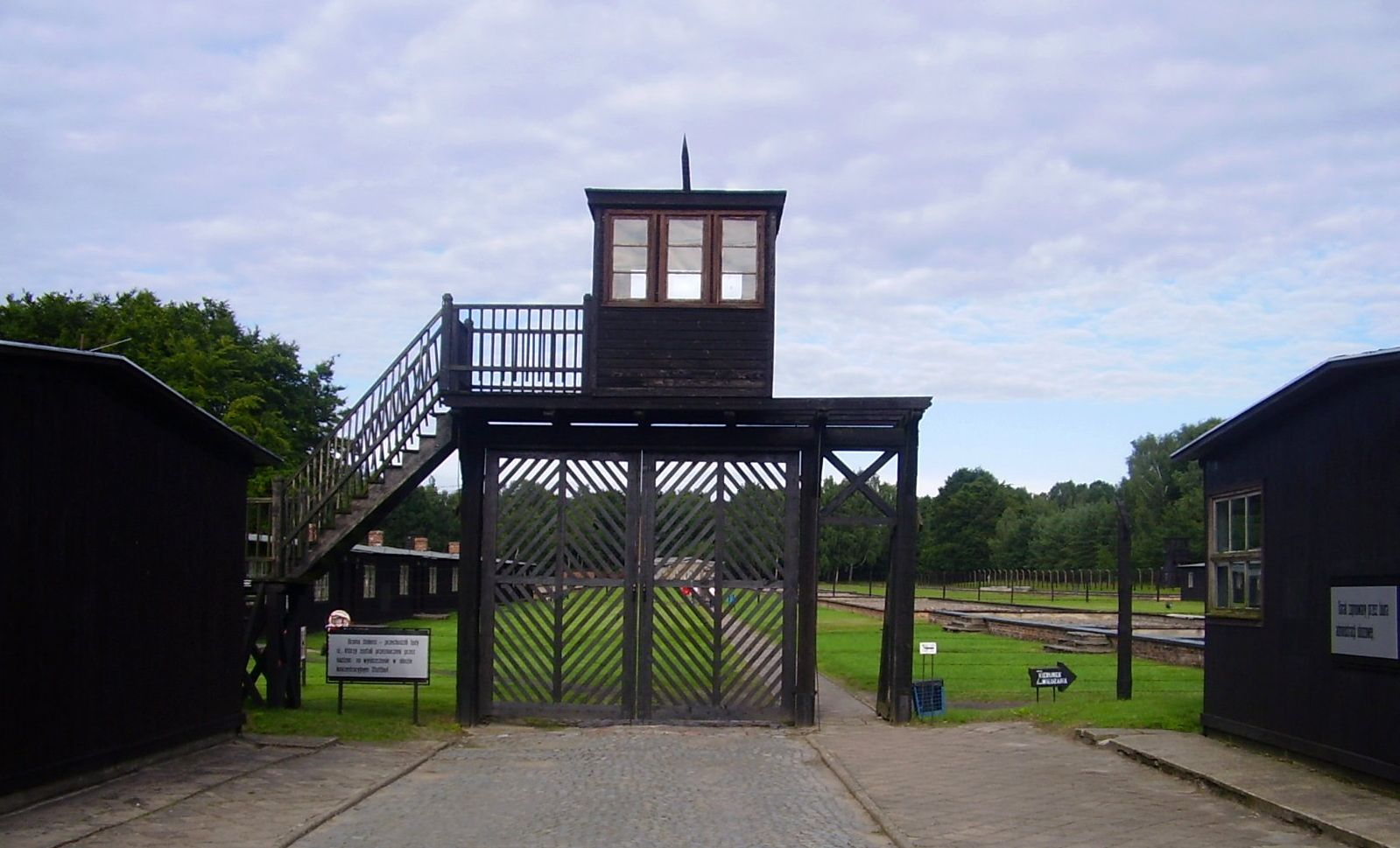
シュトゥットホーフ強制収容所のゲート

シュトゥットホーフ強制収容所（Konzentrationslager Stutthof）は、ナチス・ドイツがダンツィヒ(ポーランド地名グダニスク)の東36キロほどのシュトゥットホーフ(ポーランド地名シュトゥトヴォ(pl:Sztutowo))にて1939年9月2日（この日はダンツィヒが陥落した日である）に建てた強制収容所。この収容所に収容された者の総数は約11万人、そのうち死者数は6万3000人から6万5000人。

## 歴史
ダンツィヒとその周辺の村々は第一次世界大戦前までドイツ帝国領であったが、ドイツの一次大戦敗戦後にヴェルサイユ条約によって自由都市ダンツィヒとされて自治権を有する地域に変更された。ドイツ軍のポーランド侵攻後の1939年9月2日に自由都市ダンツィヒは再度ドイツ領に編入された。ダンツィヒの東36キロに親衛隊の私設収容所としてシュトゥットホーフ強制収容所が建設された。
はじめはポーランド人戦争捕虜や反独ポーランド人を中心に収容する小規模な収容所だった。1942年2月20日に正式な国営強制収容所に指定された。収容所が拡張されてソ連人やユダヤ人がたくさん送られてくるようになった。1942年までポーランド人が収容者の多数を占めていたが、ユダヤ人とソ連人の数が増して、ポーランド人の数を超え、1944年には収容者の70%がユダヤ人になっていた。しかしユダヤ人やソ連人はこの後次々と絶滅収容所へ移送されたので、ソ連が収容所を解放した際に収容所に残っていた者で一番多いのはポーランド人だった。
シュトゥットホーフは絶滅収容所ではないが、ガス室が存在した。ガス室処刑は1944年夏ころにはじまり、1944年末に親衛隊全国指導者ハインリヒ・ヒムラーの命令で中止されるまで続いた。

### 戦後
戦後、博物館として保存、公開されている。2018年には当時看守を務め、大量虐殺に関与したとされる元ナチス親衛隊員の公判が始まった。
また、2021年には当時18歳-19歳だった収容所の元女性秘書を組織的に殺人を幇助したとして起訴。96歳になっていた女性が裁判所への出頭を拒否する出来事もあった。

## 所長
- マックス・パウリ（de:Max Pauly (SS-Mitglied)）SS大佐　1939年9月～1942年8月
- ウェルナー・ホッペ（de:Paul Werner Hoppe）SS大佐　1942年8月～1945年1月